# Vittorio
Vittorio ist ein italienischer männlicher Vorname.

## Namensherkunft und Bedeutung
Vittorio ist die geläufigste italienische Form des Vornamens Victor (zu weiteren Varianten und Formen siehe dort). Das lateinische Wort victor bedeutet „Sieger“. Bereits die Römer kannten die Namensform Victorinus, von dem sich auch die Formen Vittorino (italienisch) und Victorino (portugiesisch) direkt ableiten. Weitere geläufige italienische Formen sind Vittore und die Kurzform Vito.
Weibliche Namensformen sind Vittoria, Vittorina (siehe: Victoria)

## Bekannte Namensträger

### Einzelnamen
Europäische Fürstennamen wurden im deutschen Sprachraum meist unter der deutschen Namensentsprechung bekannt, dies gilt auch für die Fürsten von Savoyen:
- Vittorio Amadeo (siehe: Viktor Amadeus I., Viktor Amadeus II., Viktor Amadeus III.)
- Vittorio Emanuele (siehe: Viktor Emanuel I., Viktor Emanuel II., Viktor Emanuel III., Viktor Emanuel von Savoyen)

### Vorname Vittore
- Vittore Bocchetta (1918–2021), italienischer Bildhauer, Maler und Wissenschaftler
- Vittore Branca (1913–2004), italienischer Romanist, Mediävist und Literaturwissenschaftler
- Vittore Carpaccio (≈1465–1526), venezianischer Maler
- Vittore Crivelli (≈1440–1502), venezianischer Maler
- Vittore Rosario Fernandes (1881–1955), indischer Geistlicher und römisch-katholischer Bischof
- Vittore Frigerio (1885–1961), Schweizer Journalist und Schriftsteller
- Vittore Ghislandi (1655–1743), italienischer Porträtmaler
- Vittore Gottardi (1941–2015), Schweizer Fußballspieler
- Vittore Pisani (1899–1990), italienischer Linguist
- Vittore Pisano (eigentlich Antonio Pisanello, um 1395–1455), italienischer Maler, Zeichner und Medailleur
- Vittore Ugo Righi (1910–1980), italienischer römisch-katholischer Erzbischof
- Vittore Stocchi (1895–1967), italienischer Ruderer

### Vorname Vittorino
- Vittorino Colombo (1925–1996), italienischer Politiker (DC)
- Vittorino da Feltre (1378–1446), italienischer Renaissance-Humanist und Lehrer
- Vittorino Girardi (* 1938), italienischer Ordensgeistlicher und römisch-katholischer Bischof
- Vittorino Grossi (* 1935), italienischer Ordensgeistlicher und römisch-katholischer Theologe
- Vittorino Veronese (1910–1986), italienischer Generaldirektor der UNESCO

### Vorname Vittorio

#### A
- Vittorio Adorni (1937–2022), italienischer Radrennfahrer
- Vittorio Agnoletto (* 1958), italienischer Politiker (PRC)
- Vittorio Alfieri (1749–1803), italienischer Dichter und Dramatiker
- Vittorio Alfieri (* 1961), italienisch-deutscher Film- und Theaterschauspieler
- Vittorio Algeri (* 1953), italienischer Radrennfahrer
- Vittorio Ambrosio (1879–1958), italienischer General
- Vittorio Arrigoni (1975–2011), italienischer Reporter und pro-palästinensischer Aktivist

#### B
- Vittorio Belmondo (1912–1962), italienischer Unternehmer, Industrieller und Automobilrennfahrer
- Vittorio Benussi (1878–1927), italienischer Philosoph und Psychologe
- Vittorio Bersezio (1828–1900), italienischer Dichter und Journalist
- Vittorio Bertoldi (1888–1953), italienischer Romanist und Linguist
- Vittorio Bigari (1692–1776), italienischer Maler des Spätbarock
- Vittorio Bolla (1932–2002), italienischer Eishockeytorwart
- Vittorio Bonicelli (1919–1994), italienischer Drehbuchautor und Fernsehproduzent
- Vittorio Bottego (1860–1897), italienischer Afrikaforscher
- Vittorio Brambilla (1937–2001), italienischer Motorrad- und Automobilrennfahrer

#### C
- Vittorio Caporale (* 1947), ehemaliger italienischer Fußballspieler
- Vittorio Caprioli (1921–1989), italienischer Schauspieler und Regisseur
- Vittorio Carpignano (* 1918), italienischer Dokumentarfilmer
- Vittorio Casagrande (1934–2008), deutsch-italienischer Schlagersänger und Schauspieler
- Vittorio Cerruti (1881–1961), italienischer Diplomat
- Vittorio Chierroni (1917–1986), italienischer Skirennläufer
- Vittorio Cian (1862–1951), italienischer Senator, Romanist und Italianist
- Vittorio Amedeo Cigna-Santi (um 1730 – nach 1795), italienischer Librettist
- Vittorio Cini (1885–1977), italienischer Unternehmer
- Vittorio Colao (* 1961), italienischer Manager
- Vittorio Collino, italienischer Skispringer
- Vittorio Congia (1930–2019), italienischer Schauspieler
- Vittorio Matteo Corcos (1859–1933), italienischer Porträtmaler
- Vittorio Maria Costantini (1906–2003), italienischer katholischer Geistlicher und Bischof
- Vittorio Amedeo Costa (1698–1777), General und Vizekönig des Königreiches Sardinien-Piemont
- Vittorio Cottafavi (1914–1998), italienischer Filmregisseur
- Vittorio Crucillà (1917–2008), italienischer Journalist und Regisseur
- Vittorio Cuniberti (1854–1913), italienischer Marineoffizier und -ingenieur

#### D
- Vittorio Dalla Volta (1918–1982), italienischer Mathematiker
- Vittorio Dan Segre (1922–2014), italienisch-israelischer Diplomat, Journalist und Autor
- Vittorio De Falco (* 1969), italienischer Poolbillardspieler
- Vittorio De Seta (1923–2011), italienischer Drehbuchautor und Filmregisseur
- Vittorio De Sica (1901–1974), italienisch-französischer Schauspieler und Regisseur
- Vittorio De Sisti (1940–2006), italienischer Tontechniker und Regisseur
- Vittorio Delucchi (1925–2015), Schweizer Entomologe und Hochschullehrer
- Vittorio Duse (1916–2005), italienischer Schauspieler und Regisseur

#### E
- Vittorio Erspamer (1909–1999), italienischer Pharmakologe

#### F
- Vittorio Fainelli (1888–1968), italienischer Bibliothekar und Historiker
- Vittorio Faroppa (1887–1958), italienischer Fußballspieler und -trainer
- Vittorio Feltri (* 1943), italienischer Journalist
- Vittorio Foa (1910–2008), italienischer Politiker
- Vittorio Fossombroni (1754–1844), toskanischer Staatsmann und Mathematiker
- Vittorio de’ Frescobaldi (* 1928), italienischer Wein-Unternehmer
- Vittorio Frigerio (* 1958), italienisch-kanadisch-schweizerischer Romanist und Schriftsteller

#### G
- Vittorio Gassman (1922–2000), italienischer Schauspieler und Regisseur
- Vittorio Ghidella (1931–2011), italienischer Ingenieur und Manager
- Vittorio Ghielmi (* 1968), italienischer Gambist und Musikpädagoge
- Vittorio Ghirelli (* 1994), italienischer Automobilrennfahrer
- Vittorio Giannini (1903–1966), US-amerikanischer Komponist
- Vittorio Giardino (* 1946), italienischer Comicautor
- Vittorio Gigliotti (1921–2015), italienischer Architekt und Bauingenieur
- Vittorio Gliubich (1902–1984), italienischer Steuermann im Rudern
- Vittorio Gnecchi (1876–1954), italienischer Komponist
- Vittorio Goretti (1939–2016), italienischer Amateurastronom
- Vittorio Cecchi Gori (* 1942), italienischer Filmproduzent
- Vittorio Grigolo (* 1977), italienischer Opernsänger (Tenor)
- Vittorio Grilli (* 1957), italienischer Wirtschaftswissenschaftler
- Vittorio Gui (1885–1975), italienischer Komponist und Dirigent
- Vittorio Güttner (1869–1935), österreichisch-deutscher Bildhauer, Schauspieler und Hobby-Indianistiker

#### H
- Vittorio Hösle (* 1960), deutscher Philosoph

#### I
- Vittorio Imbriani (1840–1886), italienischer Autor, Romanist und Italianist

#### J
- Vittorio Jano (1891–1965), italienischer Automobilkonstrukteur

#### K
- Vittorio Klostermann (1901–1977), deutscher Verleger

#### L
- Vittorio Lampugnani (* 1951), italienischer Architekt und Architekturprofessor
- Vittorio Lanzani (* 1951), italienischer römisch-katholischer Theologe und Kurienbischof
- Vittorio Lucchetti (1894–1965), italienischer Turner
- Vittorio Lupi (* 1941), italienischer Geistlicher und emeritierter römisch-katholischer Bischof

#### M
- Vittorio Magro (* 1980), belgisch-italienischer Sänger
- Vittorio Mangano (1940–2000), italienischer Mafioso und Mörder
- Vittorio Marcelli (* 1944), italienischer Radsportler
- Vittorio Marullo di Condojanni (1907–1982), italienischer Großkanzler des Malteserordens
- Vittorio Marzotto (1922–1999), italienischer Automobilrennfahrer
- Vittorio Messori (* 1941), italienischer Schriftsteller und Journalist
- Vittorio Metz (1904–1984), italienischer Autor, Drehbuchautor und Humorist
- Vittorio Mezzogiorno (1941–1994), italienischer Schauspieler
- Vittorio Luigi Mondello (* 1937), italienischer Geistlicher und emeritierter Erzbischof
- Vittorio Monti (1868–1922), italienischer Geiger und Komponist
- Vittorio Mussolini (1916–1997), Sohn Mussolinis, italienischer Offizier und Filmproduzent
- Vittorio Musy Glori (* 1919), italienischer Aufnahmeleiter, Schauspieler und Filmregisseur

#### N
- Vittorio Nevano (* 1937), italienischer Dokumentarfilmer und Fernsehregisseur
- Vittorio Novarese (1907–1983), italienischer Artdirector, Drehbuchautor und Kostümbildner

#### O
- Vittorio Orlando (1860–1952), italienischer Rechtswissenschaftler und Politiker

#### P
- Vittorio Parrinello (* 1983), italienischer Boxer
- Vittorio Petrella Da Bologna (1886–1951), italienischer Maler, Zeichner und Illustrator
- Vittorio Piola (1921–1993), italienischer römisch-katholischer Bischof
- Vittorio Positano (1833–1886), italienischer Diplomat
- Vittorio Pozzo (1886–1968), italienischer Fußballspieler und -trainer
- Vittorio Prodi (1937–2023), italienischer Physiker und Politiker (PD)

#### R
- Vittorio Rambaldi (* 20. Jh.), italienischer Filmregisseur
- Vittorio Ranuzzi de’ Bianchi (1857–1927), italienischer römisch-katholischer Kurienkardinal
- Vittorio Raschèr (1931–2012), Schweizer Romanist und Dirigent
- Vittorio Rosa (* 1896; † unbekannt), italienisch-argentinischer Automobilrennfahrer
- Vittorio Rossi (1865–1938), italienischer Romanist und Italianist
- Vittorio Russo (1934–1997), italienischer Romanist, Italianist und Danteforscher

#### S
- Vittorio Sala (1918–1996), italienischer Dokumentarfilmer und Filmregisseur
- Vittorio Salmini (1832–1881), italienischer Dichter
- Vittorio Santoro (* 1962), schweizerisch-italienischer Konzeptkünstler
- Vittorio Scialoja (1856–1933), italienischer Jurist, Hochschullehrer und Politiker
- Vittorio Sella (1859–1943), italienischer Alpinist und Bergfotograf
- Vittorio Sereni (1913–1983), italienischer Dichter, Schriftsteller und Übersetzer
- Vittorio Sgarbi (* 1952), italienischer Kunstkritiker, Kurator und Politiker
- Vittorio Siri (1608–1685), italienischer Geschichtsschreiber, Mathematiker und Mönch
- Vittorio Sodano (* 20. Jahrhundert), italienischer Maskenbildner
- Vittorio Spinazzola (1863–1943), italienischer Klassischer Archäologe
- Vittorio Spinetti (1929–2012), britischer Schauspieler
- Vittorio Storaro (* 1940), italienischer Kameramann

#### T
- Vittorio Tamagnini (1910–1981), italienischer Boxer
- Vittorio Taviani (1929–2018), italienischer Filmregisseur
- Vittorio Terranova (* 1942), italienischer Opernsänger (Tenor) und Gesangspädagoge
- Vittorio Tomassetti (1930–2008), italienischer römisch-katholischer Bischof
- Vittorio Torcellan (* 1962), italienischer Leichtgewichts-Ruderer
- Vittorio Tosto (* 1974), italienischer Fußballspieler

#### V
- Vittorio Valletta (1883–1967), italienischer Industrieller
- Vittorio Vidali (1900–1983), italienischer kommunistischer Agent und Politiker (CPI)
- Vittorio Francesco Viola (* 1965), italienischer Ordensgeistlicher, Kurienerzbischof der römisch-katholischen Kirche

#### Z
- Vittorio Zonca (1568–1602), italienischer Architekt und Ingenieur
- Vittorio Italico Zupelli (1859–1945), italienischer Offizier  und Politiker

### Nachnamen
- Giuseppe Di Vittorio (1892–1957), italienischer Politiker (KPI) und Gewerkschafter